# Prescott Bush
Prescott Sheldon Bush (ur. 15 maja 1895 w Columbus, zm. 8 października 1972 w Nowym Jorku) – amerykański polityk i bankier, senator Stanów Zjednoczonych.
Był ojcem George’a H.W. Busha (41. prezydenta Stanów Zjednoczonych), dziadek George’a W. Busha (43. prezydenta Stanów Zjednoczonych) oraz Jeba Busha (gubernatora Florydy).
W latach 1908–1913 uczęszczał do St George’s School w Newport, a w 1917 ukończył studia na Uniwersytecie Yale. Po zakończeniu edukacji służył w latach 1917–1919 w randze kapitana w Amerykańskim Korpusie Ekspedycyjnym. W latach 30 XX wieku dyrektor i udziałowiec firm, współpracujących z niemieckim potentatem stalowym Fritz Thyssen. 
W 1952 został wybrany do Senatu Stanów Zjednoczonych jako reprezentant stanu Connecticut. Mandat sprawował do 1963.